# داگ پارکر
داگ پارکر (به انگلیسی: Doug Parker) (زاده ۱۹۶۲) کارآفرین، بازرگان و مدیر ارشد اجرایی آمریکایی است، که در حال حاضر به‌عنوان مدیر عامل اجرایی امریکن ایرلاینز گروپ فعالیت می‌کند.